# Myles Hesson
Myles Hesson (Birmingham, Inglaterra, 5 de junio de 1990) es un jugador de baloncesto profesional inglés. Mide 1,98 metros y juega en la posición de alero, que pertenece a la plantilla del Toyama Grouses de la B.League japonesa. Actualmente forma parte de la Selección de baloncesto de Gran Bretaña.

## Carrera deportiva
Es un jugador formado en las categorías inferiores del City of Birmingham Basketball Club y jugó para los Birmingham Aces en la EBL2 antes de unirse al equipo del Essex Pirates en 2010 para jugar la British Basketball League. 
En la temporada siguiente jugaría en el Mersey Tigers de la British Basketball League, en el que promedió 15,1 puntos y 7,7 rebotes por partido. 
En 2012 se marchó a Alemania, uniéndose al Weißenhorn Youngstars de la ProB (Basketball Bundesliga), el tercer nivel del baloncesto alemán. Hesson, que dominaba la liga y promediaba un doble-doble de puntos y rebotes, en marzo de 2013 fue firmado por el Ulm de la Basketball Bundesliga, con el que terminó la campaña 2012-2013.
En la temporada 2013-14, Hesson jugó con los Gießen 46ers en la ProA (Basketball Bundesliga), la segunda liga alemana, con el que realizó una buena temporada lo que propició para firmar con el Eisbären Bremerhaven de la Basketball Bundesliga para la temporada 2014-15. Con el equipo de Eisbären promedió 12,2 puntos, 4,3 rebotes y 1,9 asistencias por partido.
Durante la temporada 2015-16, Hesson se marchó a Francia para jugar en las filas del JDA Dijon Bourgogne de la máxima categoría francesa LNB Pro A, con el que promedió 10,9 puntos por partido, mientras que capturaba 3,5 rebotes por partido. 
En la siguiente temporada, firmó con el club BCM Gravelines-Dunkerque de la LNB Pro A con el que jugó 19 partidos en los que promedió 12.4 puntos y 5.1 rebotes por encuentro en la temporada 2016-17. 
A finales de mayo de 2017, Hesson firmó un acuerdo Nanterre 92 de la LNB Pro A, en el que no pudo debutar hasta diciembre de 2017 debido a una lesión.
A principios de febrero de 2018, Hesson sufrió una fractura por sobrecarga en la pierna, la misma lesión que lo mantuvo fuera de acción en la primera parte de la temporada. 
En la temporada 2018-19, firmó por el BCM Gravelines de la LNB Pro A, en el que jugaría durante temporada y media.
En noviembre de 2019, firma por el Élan Chalon de la Ligue Nationale de Basket-ball.

### Selección nacional
Es internacional con la selección de baloncesto de Gran Bretaña con el que disputó entre otros, el Eurobasket 2013. 
En 2020 jugaría partidos de fase de clasificación para el Eurobasket 2021.
En septiembre de 2022 disputó con el combinado absoluto británico el EuroBasket 2022, finalizando en vigesimocuarta posición.